# NGC 5010
NGC 5010 هي مجرة محدبة تبعد حوالي 140 مليون سنة ضوئية تقع في كوكبة العذراء. وهو يعتبر كبير (مجرات تحت الحمراء ساطعة). وبما أن المجرة لديها عدد قليل من النجوم الزرقاء الشابة والنجوم الحمراءالقديمة في الغالب، فإنها تنتقل من كونها مجرة حلزونية إلى مجرة إهليلجية مع إحراقها للحلزونية.

## وصلات خارجية
- NGC 5010 على موقع ويكي سكاي: DSS2, SDSS, GALEX, IRAS, Hydrogen α, X-Ray, Astrophoto, Sky Map, Articles and images